# 1891
1891. је била проста година.

## Догађаји

### Јануар
- 29. јануар — Лилиуокалани је проглашена последњим владаром и једином краљицом Хаваја.

### Фебруар
- 10. фебруар — Основано је Српско геолошко друштво.

### Март
- 17. март — Трансатлантски пароброд СС Утопија се сударио са бојним бродом ХНС Ансон у Гибралтарском заливу и потонуо за мање од 20 минута, одневши 562 живота.

## Рођења

### Март
- 1. март — Станислав Винавер, српски песник. († 1955)

### Април
- 2. април — Макс Ернст, немачки сликар. († 1976)
- 23. април — Сергеј Прокофјев, руски композитор. († 1953)

### Мај
- 15. мај — Михаил Булгаков, руски књижевник. († 1940)

### Јун
- 2. јун — Илка Ваште, словеначка књижевница. († 1967)

### Јул
- 5. јул — Тин Ујевић, хрватски књижевник. († 1955)

### Август
- 12. август — Димитрије Љотић, српски политичар. († 1945)

### Септембар
- 16. септембар — Карл Дениц, немачки адмирал. († 1980)

### Октобар
- 20. октобар — Џејмс Чедвик, енглески физичар. († 1974)

### Новембар
- 2. новембар — Милан Будимир, српски класични филолог. († 1975)
- 14. новембар — Фредерик Бантинг, канадски научник. († 1941)
- 15. новембар — Милан Вујаклија, српски писац-лексикограф.(† 1955)
- 15. новембар — Ервин Ромел, немачки генерал. († 1944)
- 29. новембар — Јулијус Раб, аустријски политичар и канцелар. († 1964)

### Децембар
- 26. децембар — Хенри Милер, амерички књижевник. († 1980)

### Непознат датум
- Википедија:Непознат датум — Фрањо Грегл, хрватски бициклиста. (†1910)

## Смрти

### Јануар
- 10. јануар — Лаза К. Лазаревић, српски књижевник и лекар. (*1851)
- 25. јануар — Тео ван Гог, холандски трговац уметнинама. (*1857)

### Јун
- 25. јун — Васа Живковић, српски песник и свештеник. (*1819)

### Август
- 22. август — Јан Неруда, чешки књижевник. (*1834)

### Септембар
- 27. септембар — Иван Гончаров, руски књижевник. (*1812)

### Новембар
- 10. новембар — Артур Рембо, француски песник. (*1854)

### Децембар
- непознат датум - Ђорђе Марковић Кодер, српски сликар . (*1806)
- непознат датум - Здравко Рајковић, српски телеграфиста. (*1858)